# Verband Deutscher Konzertchöre
Der Verband Deutscher KonzertChöre (VDKC) ist ein deutscher Chorverband (Bundesverband) mit sieben Landesverbänden. Ihm gehören über 550 Mitgliedschöre mit mehr als 30.400 Sängerinnen und Sängern an. Er ist eine gemeinnützige Einrichtung mit Sitz in Neuss.
Der Verband vereint Konzert-, Oratorien- und Kammerchöre. Mitglieder des Verbandes sind Chöre, die anspruchsvolle Chormusik pflegen und stilgerecht auf hohem künstlerischem Niveau zur Aufführung bringen, sei es der Gregorianische Choral, die barocke Kantate, die romantische Motette, das zeitgenössische Oratorium oder das chorische Gospel. Die Arbeit des VDKC ist darauf ausgerichtet, für Konzertchöre – egal welcher Rechtsform – günstige organisatorische und künstlerische Rahmenbedingungen zu schaffen.

## Geschichte
Entstanden ist der Verband durch Initiativen zur Bildung des Schutzverbandes Deutscher Konzertgebender Vereine 1921.
1925 wurde der Reichsverband der gemischten Chöre Deutschlands gegründet; 1950 erfolgte die Neugründung als Verband gemischter Chöre Deutschlands, der 1956 in Verband Deutscher Oratorien- und Kammerchöre umbenannt wurde. Nach der deutschen Wiedervereinigung erfolgte im Mai 1991 ein Zusammenschluss mit ostdeutschen Verbänden zum Verband Deutscher KonzertChöre.

## Angebot
Der Verband bietet Mitgliedern Rahmenverträge mit GEMA- und VGM-Abwicklungsregelungen und Versicherungen. Daneben gibt es unter anderem eine eigene Schriftenreihe mit Publikationen rund um das Chorwesen sowie die umfangreiche Internetpräsenz.
Im Abstand von etwa vier Jahren veranstaltet der Verband Deutscher KonzertChöre das Deutsche Chorfestival, zuletzt 2023 in Lübeck (20. Deutsches Chorfestival „Alles fließt“). Seine Mitgliedschöre berät der Verband in künstlerischen, organisatorischen und wirtschaftlichen Fragen. Der VDKC versendet den newsletter CHOR und KONZERT online und gibt einmal jährlich die Chorzeitschrift CHOR und KONZERT heraus. Er vertritt auch die Interessen der Mitgliedschöre im Deutschen Musikrat.

## Leitung
Seit 2013 ist Ekkehard Klemm Präsident des VDKC. Die Bundesgeschäftsstelle mit Sitz in Weimar wird seit 2000 von VDKC-Generalsekretär Ralf Schöne geleitet.